# Gruppo del cubo di Rubik

Un cubo di Rubik 3x3x3 in una configurazione casuale.

Il gruppo del cubo di Rubik è un gruppo {\displaystyle (G,\cdot )} costituito dalle mosse del cubo di Rubik. Ogni elemento dell'insieme {\displaystyle G} corrisponde ad una mossa, che può essere una qualsiasi sequenza di rotazioni delle facce del cubo. Questi elementi ci permettono di rappresentare ogni configurazione del cubo, specificando le mosse necessarie per ottenerla a partire da quella iniziale (convenientemente quella in cui il cubo viene considerato risolto). Infatti, scelta la configurazione iniziale, c'è una corrispondenza biunivoca tra ogni configurazione possibile del cubo e gli elementi dell'insieme {\displaystyle G}.  L'operazione binaria {\displaystyle \cdot } è la composizione delle mosse del cubo: una composizione di mosse corrisponde ad una sequenza di mosse effettuate una dopo l'altra.
Il gruppo del cubo di Rubik si realizza assegnando a ciascuno dei 48 quadratini, esclusi i centri, un numero intero da 1 a 48. Ogni configurazione del cubo può essere rappresentata come una permutazione dei numeri da 1 a 48, in base alla posizione di ciascun quadratino. Usando questa rappresentazione, la permutazione identità è quella che lascia il cubo invariato, mentre le dodici mosse che consistono in una rotazione di 90 gradi di ciascun strato sono rappresentate dalle rispettive permutazioni. Il gruppo del cubo di Rubik è un sottogruppo del gruppo simmetrico {\displaystyle S_{48}} generato dalle sei permutazioni corrispondenti alle sei rotazioni in senso orario. Quindi ogni configurazione realizzabile attraverso una sequenza di mosse appartiene al gruppo. Il gruppo del cubo di Rubik è un gruppo non abeliano in quanto la composizione delle mosse non è commutativa; eseguire due sequenze di mosse in ordine differente può portare a configurazioni finali diverse.

## Mosse
Un cubo di Rubik {\displaystyle 3\times 3\times 3} consiste di {\displaystyle 6} facce, ognuna con {\displaystyle 9} quadrati colorati, per un totale di {\displaystyle 54} quadrati. Un cubo risolto ha ogni quadrato su ciascuna faccia dello stesso colore.
Una mossa consiste in una rotazione di una delle {\displaystyle 6} facce: {\displaystyle 90^{\circ },180^{\circ }} o {\displaystyle -90^{\circ }}. Il quadrato centrale di ciascuna faccia del cubo ruota attorno al proprio asse (ad esso perpendicolare e passante per il centro) rimanendo quindi nella stessa posizione.
Le mosse sono di seguito descritte con la notazione di Singmaster:
| 90°                                                                 | 180°                                                                           | -90°                                                                              |
| {\displaystyle F} Rotazione in senso orario della faccia frontale   | {\displaystyle F^{2}} Doppia rotazione in senso orario della faccia frontale   | {\displaystyle F^{\prime }} Rotazione in senso antiorario della faccia frontale   |
| {\displaystyle B} rotazione in senso orario della faccia posteriore | {\displaystyle B^{2}} doppia rotazione in senso orario della faccia posteriore | {\displaystyle B^{\prime }} rotazione in senso antiorario della faccia posteriore |
| {\displaystyle U} rotazione in senso orario della faccia superiore  | {\displaystyle U^{2}} doppia rotazione in senso orario della faccia superiore  | {\displaystyle U^{\prime }} rotazione in senso antiorario della faccia superiore  |
| {\displaystyle D} rotazione in senso orario della faccia inferiore  | {\displaystyle D^{2}} doppia rotazione in senso orario della faccia inferiore  | {\displaystyle D^{\prime }} rotazione in senso antiorario della faccia inferiore  |
| {\displaystyle L} rotazione in senso orario della faccia sinistra   | {\displaystyle L^{2}} doppia rotazione in senso orario della faccia sinistra   | {\displaystyle L^{\prime }} rotazione in senso antiorario della faccia sinistra   |
| {\displaystyle R} rotazione in senso orario della faccia destra     | {\displaystyle R^{2}} doppia rotazione in senso orario della faccia destra     | {\displaystyle R^{\prime }} rotazione in senso antiorario della faccia destra     |

## Struttura del gruppo
L'orientazione dei quadrati centrali è fissa. Possiamo identificare ciascuna delle sei rotazioni come elementi di un gruppo simmetrico. In pratica numeriamo i quadrati, esclusi quelli centrali, da 1 a 48, e identifichiamo le sei rotazioni delle facce come elementi del gruppo simmetrico S48 in base alle configurazioni che ciascuna mossa fa assumere ai quadrati. Il gruppo del cubo di Rubik G è quindi definito come il sottogruppo generato dalle 6 rotazioni, {\displaystyle \{F,B,U,D,L,R\}}.
La cardinalità di G è data da
{\displaystyle |G|=43{.}252{.}003{.}274{.}489{.}856{.}000\,\!=2^{27}3^{14}5^{3}7^{2}11}.
Nonostante abbia una cardinalità così grande, nessuna configurazione richiederà mai un numero di rotazioni superiore a 20 per ottenere la risoluzione (dove una rotazione di 180 gradi conta come una singola mossa, ma se viene contata come due rotazioni di 90 gradi, allora tale numero è 26).
Il più grande ordine di un elemento in G è 1260. Per esempio un elemento di ordine 1260 è
{\displaystyle (RU^{2}D^{\prime }BD^{\prime })}.
G è un gruppo non-abeliano. Ciò vuol dire che non tutte le mosse del cubo commutano tra loro; per esempio, {\displaystyle FR} è diverso da {\displaystyle RF}.

### Sottogruppi
Consideriamo due sottogruppi di G: il sottogruppo Co delle orientazioni, ovvero le mosse che consistono nel ruotare l'intero cubo, lasciando quindi invariate le posizioni reciproche tra i cubetti. Questo è un sottogruppo normale di G. Può essere rappresentato come la chiusura normale delle mosse che invertono degli spigoli oppure che ruotano gli angoli.
Per esempio, è la chiusura normale delle seguenti mosse:
{\displaystyle BR^{\prime }D^{2}RB^{\prime }U^{2}BR^{\prime }D^{2}RB^{\prime }U^{2},\,\!} (ruota due angoli)
{\displaystyle RUDB^{2}U^{2}B^{\prime }UBUB^{2}D^{\prime }R^{\prime }U^{\prime },\,\!} (inverte due spigoli).
Il secondo sottogruppo {\displaystyle C_{P}} è quello delle permutazioni, ovvero i movimenti che consentono di cambiare la posizione dei cubetti, ma lasciano invariata l'orientazione del cubo:
{\displaystyle C_{p}=[U^{2},D^{2},F,B,L^{2},R^{2},R^{2}U^{\prime }FB^{\prime }R^{2}F^{\prime }BU^{\prime }R^{2}].\,\!}
Dal momento che Co è un sottogruppo normale e l'intersezione di Co e Cp è l'identità e il loro prodotto è il gruppo G, segue che G è il prodotto semidiretto di questi due gruppi. Ovvero
{\displaystyle G=C_{o}\rtimes C_{p}.\,}
La struttura di Co è
{\displaystyle \mathbb {Z} _{3}^{7}\times \mathbb {Z} _{2}^{11},\ }
dato che il gruppo della rotazione di ogni angolo è {\displaystyle \mathbb {Z} _{3}}, mentre per gli spigoli è {\displaystyle \mathbb {Z} _{2}}, ma solo sette degli otto angoli possono essere ruotati in modo indipendente, perché la disposizione dell'ultimo angolo dipenderà dalla posizione degli altri.
Il sottogruppo delle permutazioni, Cp, è un po' più complicato. Esso contiene i seguenti due sottogruppi normali disgiunti: il gruppo delle permutazioni pari degli angoli A8 e il gruppo delle permutazioni pari degli spigoli A12. Complementare a questi due sottogruppi è una permutazione che scambia due angoli e due spigoli. Questi generano tutte le possibili permutazioni, ovvero
{\displaystyle C_{p}=(A_{8}\times A_{12})\,\rtimes \mathbb {Z} _{2}.}
Abbiamo che G è isomorfo a
{\displaystyle (\mathbb {Z} _{3}^{7}\times \mathbb {Z} _{2}^{11})\rtimes \,((A_{8}\times A_{12})\rtimes \mathbb {Z} _{2}).}
Questo gruppo può essere descritto anche come il seguente prodotto semidiretto
{\displaystyle [(\mathbb {Z} _{3}^{7}\rtimes \mathrm {S} _{8})\times (\mathbb {Z} _{2}^{11}\rtimes \mathrm {S} _{12})]^{\frac {1}{2}}}
utilizzando la notazione di Griess.

### Generalizzazione
Se prendiamo in considerazione le simmetrie dei quadrati centrali il gruppo simmetrico è un sottogruppo di
{\displaystyle [\mathbb {Z} _{4}^{6}\times (\mathbb {Z} _{3}^{7}\rtimes \mathrm {S} _{8})\times (\mathbb {Z} _{2}^{11}\rtimes \mathrm {S} _{12})]^{\frac {1}{2}}.}
Se ammettiamo di poter disassemblare il cubo e ricomporlo a piacimento, il gruppo di simmetria del cubo di Rubik è il prodotto diretto
{\displaystyle \mathbb {Z} _{4}^{6}\times (\mathbb {Z} _{3}\wr \mathrm {S} _{8})\times (\mathbb {Z} _{2}\wr \mathrm {S} _{12}).}
Il primo fattore tiene conto soltanto delle rotazioni dei pezzi centrali, il secondo soltanto delle simmetrie degli angoli e il terzo soltanto delle simmetrie degli spigoli, {\displaystyle \wr } indica il prodotto intrecciato.